# Jesiotr amerykański
Jesiotr amerykański, jesiotr biały (Acipenser transmontanus, Sinosturio transmontanus) – gatunek wędrownej, dwuśrodowiskowej ryby z rodziny jesiotrowatych (Acipenseridae), największej z rodzaju Acipenser. Druga co do wielkości ryba z rodziny jesiotrowatych ustępuje rozmiarom tylko kałudze. Poławiany dla mięsa i ikry, z której sporządzany jest kawior.

## Występowanie
Zamieszkuje wody morskie od Alaski do północnej Kalifornii. Przebywa w płytkich wodach szelfu kontynentalnego. Na tarło wpływa do rzek takich jak Fraser czy Kolumbia, przy czym jest to ta sama rzeka, w której się urodził. 

## Cechy morfologiczne
Osiąga do 6 m długości i masę 816 kg. W stosunku do innych jesiotrów mających wydłużone głowy w postaci ryja, jesiotr biały ma głowę szeroko spłaszczoną. Otwór gębowy w położeniu dolnym z mięsistymi wargami i czterema wąsikami. Grzbiet ma barwę oliwkowozieloną, brązową lub szarą. Brzuch niemalże biały. Na bokach ciała występuje 38–48 kostnych tarczek.

## Odżywianie
Młode jesiotry początkowo odżywiają się różnymi bezkręgowcami, by z czasem zacząć odżywiać się głównie rybami.

## Rozród
Tarło odbywa kilka razy w życiu, a dojrzewa płciowo bardzo późno, bo samce w wieku 14-22 lat, a samice około 30 roku życia. Składają kilka milionów ziaren ikry w jednym złożeniu. Tarlaki spływają z prądem do morza. Jesiotr biały może żyć ponad 100 lat.